# Reviskerinniemi
Reviskerinniemi är en halvö i Finland. Den ligger i Gustavs i landskapet Egentliga Finland, i den sydvästra delen av landet, 200 km väster om huvudstaden Helsingfors. Reviskerinniemi ligger på ön Kaurissalo.